# Możliwości eksploatacji Ceres

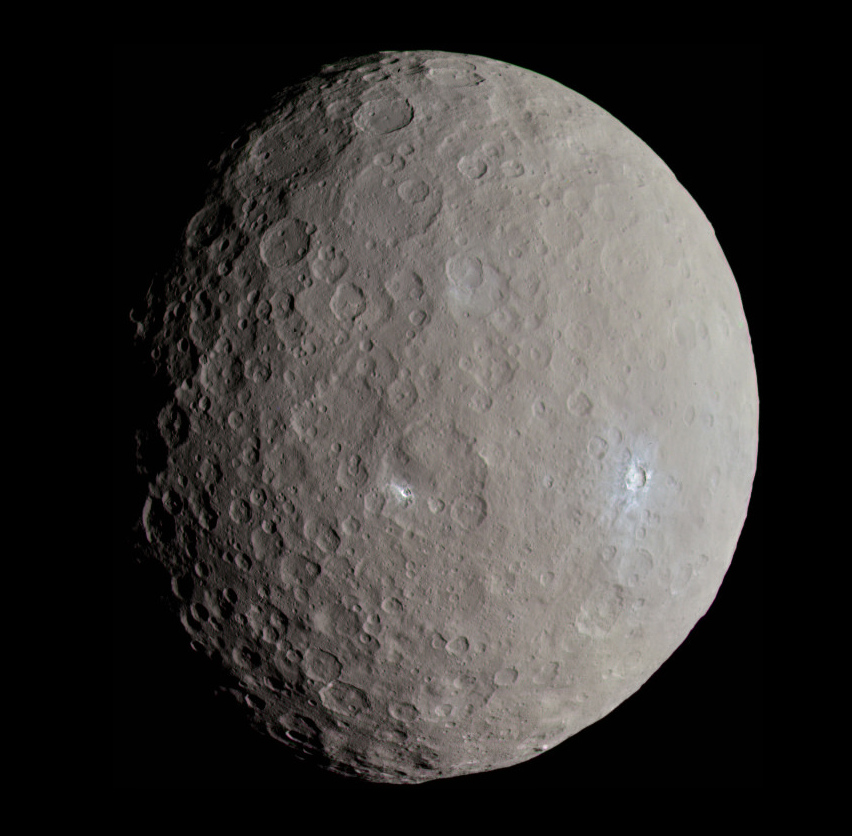
(1) Ceres

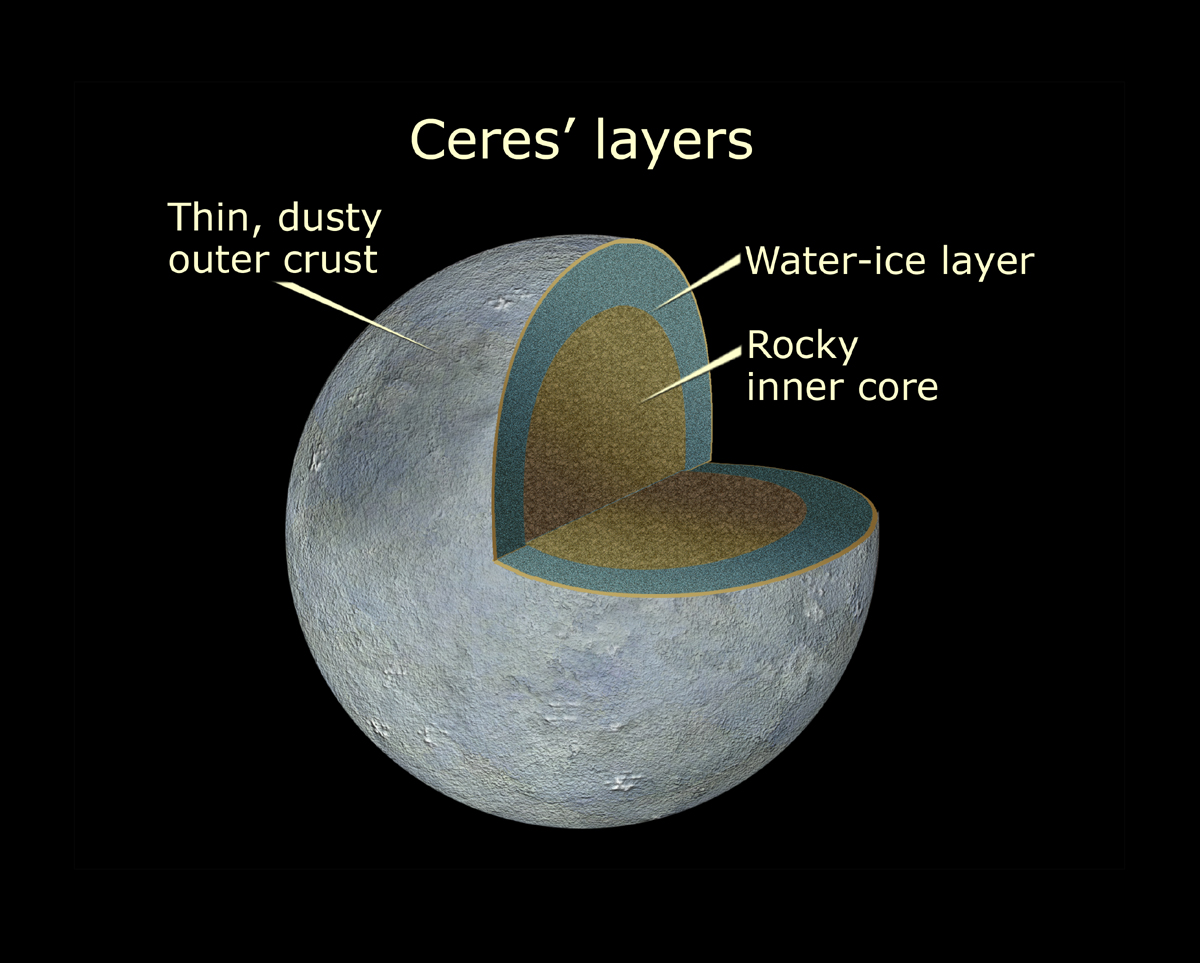
Wewnętrzna budowa Ceres

Ceres została zaproponowana jako jeden z możliwych celów ludzkiej kolonizacji w wewnętrznym Układzie Słonecznym.

## Właściwości fizyczne
(1) Ceres to planeta karłowata w pasie planetoid, zawierająca w sobie około jedną trzecią masy całego pasa i będąca szóstym co do wielkości ciałem w wewnętrznym Układzie Słonecznym, pod względem masy i promienia. Budową przypomina ona planety skaliste, ma również kształt zbliżony do kulistego, a przyspieszenie grawitacyjne na jej powierzchni jest równe ok. 2,8% przyspieszenia ziemskiego. Obserwacje wskazują, że na Ceres znajdują się ogromne ilości lodu wodnego, jego ilość może wynosić 1/10 całkowitej ilości wody na Ziemi – czyli więcej niż ziemskie zasoby słodkiej wody.
Promieniowanie słoneczne dochodzące do Ceres jest (stała słoneczna równa 150 W/m² w aphelium) dziewięciokrotnie słabsze od dochodzącego do Ziemi, ale wystarczające, by można było efektywnie pobierać energię za pomocą baterii słonecznych. Przykładowo sonda Juno wysłana na Jowisza jest w całości zasilana energią słoneczną, mimo dużo większej odległości od Słońca, w porównaniu do Ceres.

## Strategiczna lokalizacja
Założenie trwałej kolonii na Ceres będzie zapewne poprzedzone kolonizacją Księżyca i Marsa. Statek wysłany z Księżyca lub Marsa na Ceres potrzebuje mniej energii niż startujący z Ziemi, ze względu na dużo słabsze przyciąganie obu tych ciał. Podróż z Marsa lub Księżyca na Ceres wymaga nawet mniej energii niż lot z Ziemi na Księżyc.
Będąc największym ciałem w pasie planetoid, Ceres może stać się główną ludzką bazą w jego obrębie. Ze względu na niską prędkość ucieczki i dużą zawartość lodu wodnego, stanowi ona też naturalną bazę wypadową dla przyszłych badań i eksploatacji złóż z planetoid, ułatwiając transport surowców na Marsa, Księżyc czy Ziemię.
Jej kolonizacja może także stać się krokiem na drodze do kolonizacji obiektów w zewnętrznym Układzie Słonecznym, takich jak księżyce galileuszowe Jowisza. Ceres może w dalszej przyszłości posłużyć jako źródło wody, paliwa oraz tlenu dla statków załogowych lecących w kierunku planet zewnętrznych.

## Potencjalne trudności
- Ceres nie posiada atmosfery.

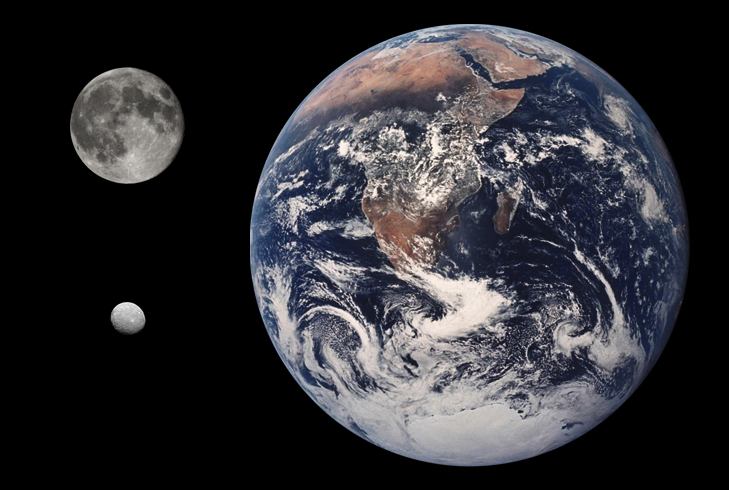
Porównanie wielkości Ceres, Księżyca i Ziemi

- Ceres nie posiada pola magnetycznego, chroniącego przed promieniowaniem kosmicznym.
- Przyspieszenie grawitacyjne na Ceres jest bardzo niskie, co może wywierać negatywny wpływ na organizm ludzki.
- Ceres otrzymuje stosunkowo mało promieniowania słonecznego.
- Współczynnik delta-v z/do układu Ziemia-Księżyc jest większy niż w przypadku Ceres, co oznacza, że trudniej jest tam dotrzeć.